# Lill-Holmträsket, Lappland
Lill-Holmträsket är en sjö i Lycksele kommun i Lappland och ingår i Umeälvens huvudavrinningsområde. Sjön har en area på 0,617 kvadratkilometer och ligger 271,1 meter över havet.

## Delavrinningsområde
Lill-Holmträsket ingår i det delavrinningsområde (717696-164554) som SMHI kallar för Utloppet av Lill-Holmträsket. Medelhöjden är 285 meter över havet och ytan är 3,4 kvadratkilometer. Det finns inga avrinningsområden uppströms utan avrinningsområdet är högsta punkten. Vattendraget som avvattnar avrinningsområdet har biflödesordning 4, vilket innebär att vattnet flödar genom totalt 4 vattendrag innan det når havet efter 160 kilometer. Avrinningsområdet består mestadels av skog (73 procent). Avrinningsområdet har 0,62 kvadratkilometer vattenytor vilket ger det en sjöprocent på 18,1 procent.